# Klefedron
Klefedron, 4-CMC, 4-chlorometkatynon – organiczny związek chemiczny, pochodna katynonu. Stosowany jako stymulant. 
Prawdopodobnie jest to środek uwalniający dopaminę i serotoninę. Badania na myszach wskazują, że jest neurotoksyczny.

## Status prawny
- Polska: nielegalny (substancja psychotropowa grupy I-P)[2].
- Szwecja: nielegalny[3].